# Antena 3
Antena 3 es un canal de televisión español en abierto, propiedad de Atresmedia. Sus emisiones regulares comenzaron el 25 de enero de 1990, con un programa presentado por el periodista Miguel Ángel Nieto, que un mes antes había presentado el inicio de las emisiones en pruebas el 25 de diciembre de 1989 siendo el primer canal privado en emitir para toda España.
Sus estudios centrales están situados en San Sebastián de los Reyes, en la Comunidad de Madrid.
Desde 2022 es la cadena más vista del país, por delante de Telecinco y La 1.

## Historia

### Inicios (1989-1992)
Antena 3 ya se había introducido en el mercado audiovisual el 4 de mayo de 1982 mediante una cadena de radio con el nombre de Antena 3 Radio y llevaba años ejerciendo presión para la apertura de la televisión en el territorio español.
Su presencia en el panorama televisivo comenzó a gestarse cuando el Gobierno anunció el esperado concurso para otorgar tres licencias de televisión privada en 1988 al amparo de la recién aprobada ley de televisión privada. Para presentarse a este concurso, se creó la sociedad Antena 3 de Televisión (actualmente Atresmedia Televisión), presidida por Javier Godó, con un capital de 10 000 millones de pesetas, y la siguiente composición accionarial:
- Antena 3 Radio (7 %).
- Grupo Godó/La Vanguardia (20 %).
- Diversos medios españoles de prensa escrita (10 %): ABC, La Voz de Galicia, El Norte de Castilla, El Correo, Última Hora, Diario de Navarra, Diario de Cádiz, Diario de Jerez, Las Provincias, Canarias7, Majorca Daily Bulletin, El Día, Jornada Deportiva, ¡Hola!, Semana, Diez minutos y Lecturas.
- Distintas empresas de sectores diversos (23 %): Lladró, Unipapel, Abengoa, Mercadona, Zara, Orlando, Conservas Escuris, Conservas Calvo, Metalúrgicas Galaicas, Caja de Ahorros de Zaragoza y Asfin.
- Accionistas particulares y empleados y directivos de Atresmedia Radio y La Vanguardia (10 %).
- Bancos e instituciones financieras internacionales (20 %): Rotschild (Francia), Dilon Red Limited y Scottish Equitáble Stein (Reino Unido), Rabobank (Holanda) y Fidelity International (Estados Unidos).

Tras obtener una de las tres licencias otorgadas el 25 de agosto de 1989, (las otras serían para Gestevisión Telecinco y Sogecable), se creó Antena 3, que comenzó sus emisiones en pruebas el 25 de diciembre de ese año, emitiendo durante un mes carta de ajuste, cine y publirreportajes sobre las preparaciones y futuros programas de la cadena, para iniciar las emisiones regulares el 25 de enero de 1990 con un programa presentado por el periodista Miguel Ángel Nieto González al que siguió un informativo presentado por José María Carrascal, en medio de una gran expectación a nivel nacional por el nacimiento de la televisión privada.
El primer programa de entretenimiento que se emitió tras este informativo, por tanto el primer programa de entretenimiento de una emisora privada en España, fue La ruleta de la fortuna, presentado por Mayra Gómez Kemp, rostro con varios años de trayectoria en Antena 3 Radio. Otro de los grandes fichajes de la cadena en aquel momento fue la periodista Encarna Sánchez que presentaría entre noviembre de 1990 y febrero de 1991 un programa de entrevistas llamado Y ahora, Encarna. El programa había levantado gran expectación por la fama y el prestigio de su directora, si bien las audiencias registradas fueron modestas.
Con la dirección general del periodista Manuel Martín Ferrand, la falta de experiencia en televisión de muchos de los profesionales (en muy buena parte procedentes de Antena 3 Radio) y la escasez de medios técnicos repercutieron en escasos índices de audiencia, con excepciones como la serie de ficción Farmacia de guardia en 1991.

### Etapa de Antonio Asensio (1992-1997)
El 17 de junio de 1992 se produce un cambio en el accionariado de forma que el Grupo Zeta se convierte en socio mayoritario y Antonio Asensio accede a la Presidencia. Junto al Grupo Zeta entraría a su vez Rupert Murdoch, Banesto y la Organización Cisneros de Venezuela. Se produce entonces un cambio radical en contenidos, profesionales, estética e imagen corporativa.
Los presentadores históricamente vinculados a Antena 3 Radio abandonan la cadena y son reemplazados por profesionales con larga experiencia en el medio televisivo, como Jesús Hermida, Olga Viza, Mercedes Milá, Pepe Navarro, Jesús Quintero, Alfonso Arús, Pedro Ruiz o Manuel Campo Vidal. Este último, en 1993, moderó el primer debate electoral televisado en España entre dos candidatos a la presidencia del Gobierno: Felipe González y José María Aznar. Progresivamente, los índices de audiencia comenzaron a remontar, hasta que en abril de 1994, Antena 3 se convertía en la primera televisión privada en ser líder de audiencia en España.
Ese mismo año, adquirió los derechos de emisión de la serie de animación Los Simpson, gracias a un acuerdo del cual se informó el día 19 de noviembre de 1992, en sesión celebrada en consejo de administración, por el cual Antena 3 podría adquirir películas y series de la 20th Century Studios. Esta empezó a emitirse el día 15 de diciembre de 1994, convirtiéndose desde entonces en uno de los buques insignia de la programación de la cadena hasta su traslado a Neox, finalizando su andadura en el canal generalista el 2 de septiembre de 2018 tras 24 años.
En 1995 se crea Antena 3 Internacional, con emisiones vía satélite para América Latina y Estados Unidos.

### Venta a Telefónica (1997-2003)
En julio de 1997 el Grupo Zeta vende su participación a la empresa Telefónica. José María Mas asume la presidencia y José Manuel Lorenzo la dirección general (hasta 1998 en que se incorpora a Canal Satélite Digital).
Entre 1998-2001, Antena 3 vuelve a alcanzar altos niveles de audiencia, durante la emisión de la famosa serie Manos a la obra, que supuso un gran éxito y se convirtió rápidamente en otro gran buque insignia para la cadena.
Durante esa etapa, Antena 3 se incorporó al proyecto de Vía Digital y creó la figura del Defensor del Espectador, cargo que recayó en la periodista Consuelo Álvarez de Toledo.
En 2002 se convierte en la primera cadena privada de España en retransmitir la Copa Mundial de Fútbol.

### Gestión del Grupo Planeta (2003-2012)

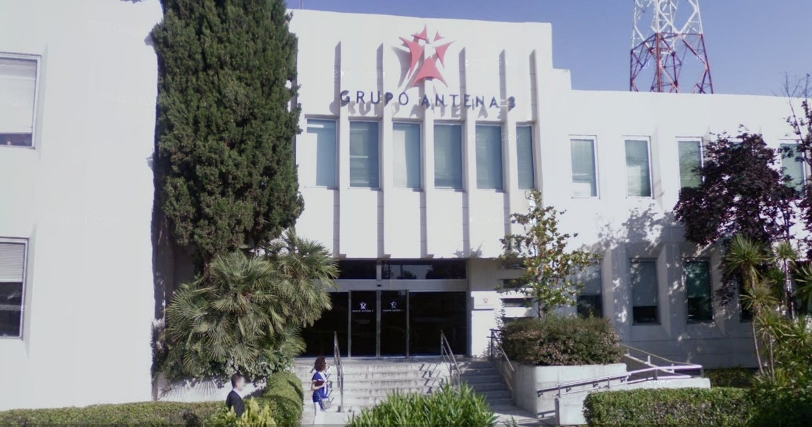
Sede de Antena 3 en San Sebastián de los Reyes.

En 2003 el accionista principal pasa a ser el Grupo Planeta. Desde entonces y hasta su fallecimiento su presidente fue José Manuel Lara Bosch; actualmente es José Creuheras y su consejero delegado es Maurizio Carlotti (procedente de Mediaset).
Con la llegada de la Televisión digital terrestre en España, Antena 3 comenzó sus emisiones digitales el 3 de abril de 2002, emitiendo la misma programación que en analógico. Cotiza en bolsa desde octubre de 2003.
En septiembre de 2003, la cadena estrena la serie revelación, Aquí no hay quien viva, con la que logra enormes éxitos de audiencia superando ampliamente a otras cadenas. La serie fue un auténtico bum y se convirtió en la tercera serie más vista de la televisión española, y la segunda más vista de la cadena, por detrás de Farmacia de guardia.

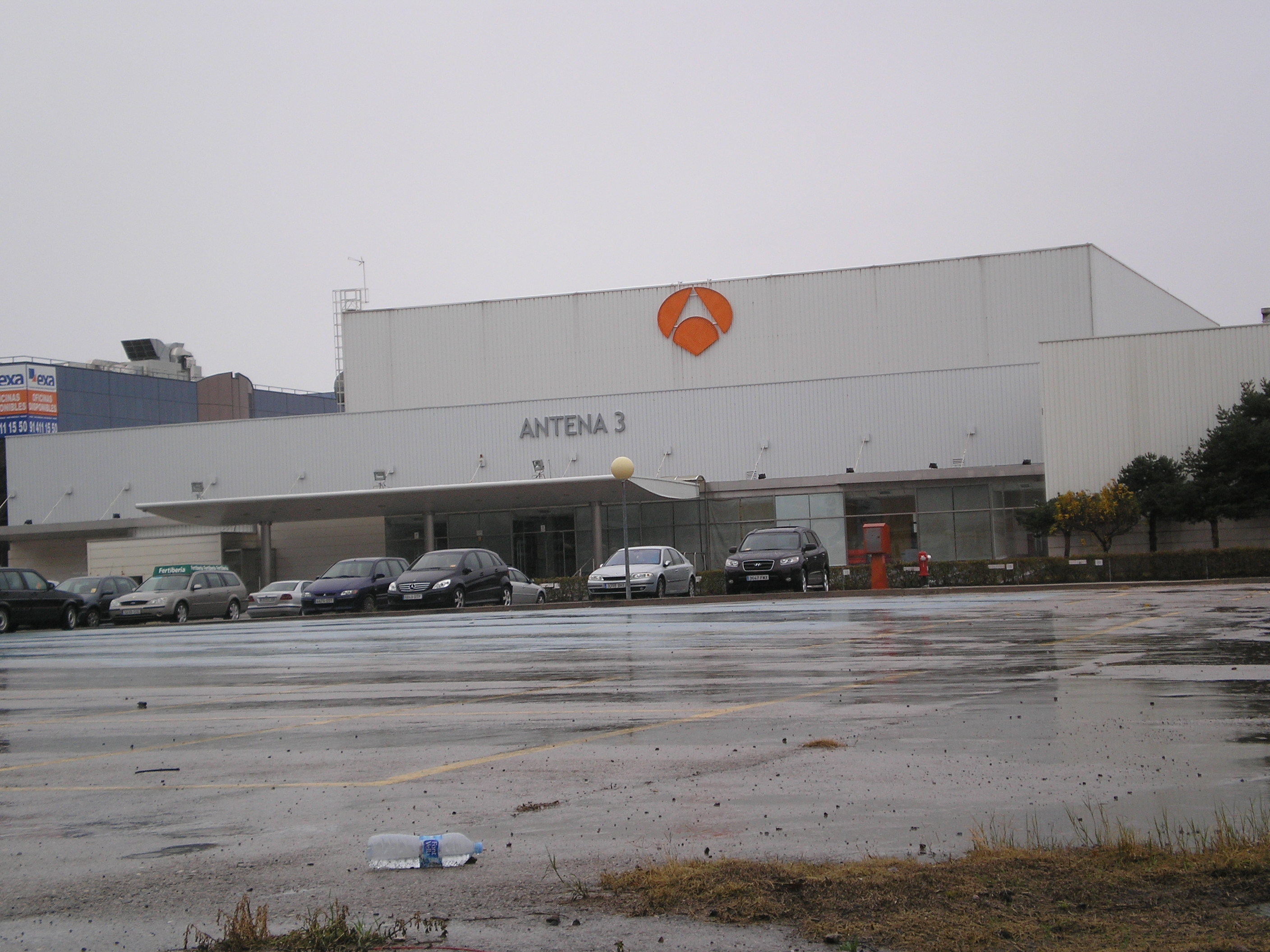
El Teatro Antena 3 en San Sebastián de los Reyes, donde se graba parte de su programación.

En 2005, Antena 3 adquiere los derechos para emitir un partido de cada jornada de la Liga de Campeones de la UEFA, desde 2006 hasta 2009, siendo el primer operador privado español que emite en abierto la máxima competición de clubes de fútbol de Europa, sin embargo, en su primera temporada de cobertura de dicha competición, la cadena recibió críticas por parte de las peñas y los aficionados del Valencia Club de Fútbol, en el único partido de este club que retransmitió la cadena, profiriendo insultos varios ya que la cadena, que tenía una única elección semanal, siempre elegía los partidos del Fútbol Club Barcelona y el Real Madrid. En la segunda temporada emitió varios partidos del Sevilla Fútbol Club pese a tener la elección en sus manos.
El 30 de noviembre de 2005, con el relanzamiento de la Televisión digital terrestre en España, Antena 3 cambió de frecuencia (del 66 al 69), y se crearon dos nuevos canales exclusivamente digitales, Antena.Neox (actualmente Neox) y Antena.Nova (actualmente Nova).
En 2006, Mediaset adquiere el 15 % de Miramón Mendi, causando el final prematuro de Aquí no hay quien viva. Antena 3 llevó a juicio a Telecinco, con la esperanza de recuperar su gran éxito, pero fue un fracaso. Telecinco, por su parte, hizo la secuela de esta llamada La que se avecina, en la que se encontraba gran parte del reparto de Aquí no hay quien viva y que se sigue emitiendo actualmente.
El 1 de julio de 2008, Silvio González releva a Maurizio Carlotti en el cargo de Consejero Delegado de la cadena.
Desde 2004 y hasta la actualidad, según un estudio de GECA, Antena 3 es la cadena más valorada por los españoles, y el presentador de Noticias 2 (Matías Prats Luque) el presentador más valorado.
El lunes 26 de abril de 2010, tres semanas después del cese completo de las emisiones analógicas de Antena 3 tras completarse el apagón analógico en España el 3 de abril, las cadenas Antena 3, Neox y Nova pasan a emitir en formato panorámico (16:9).

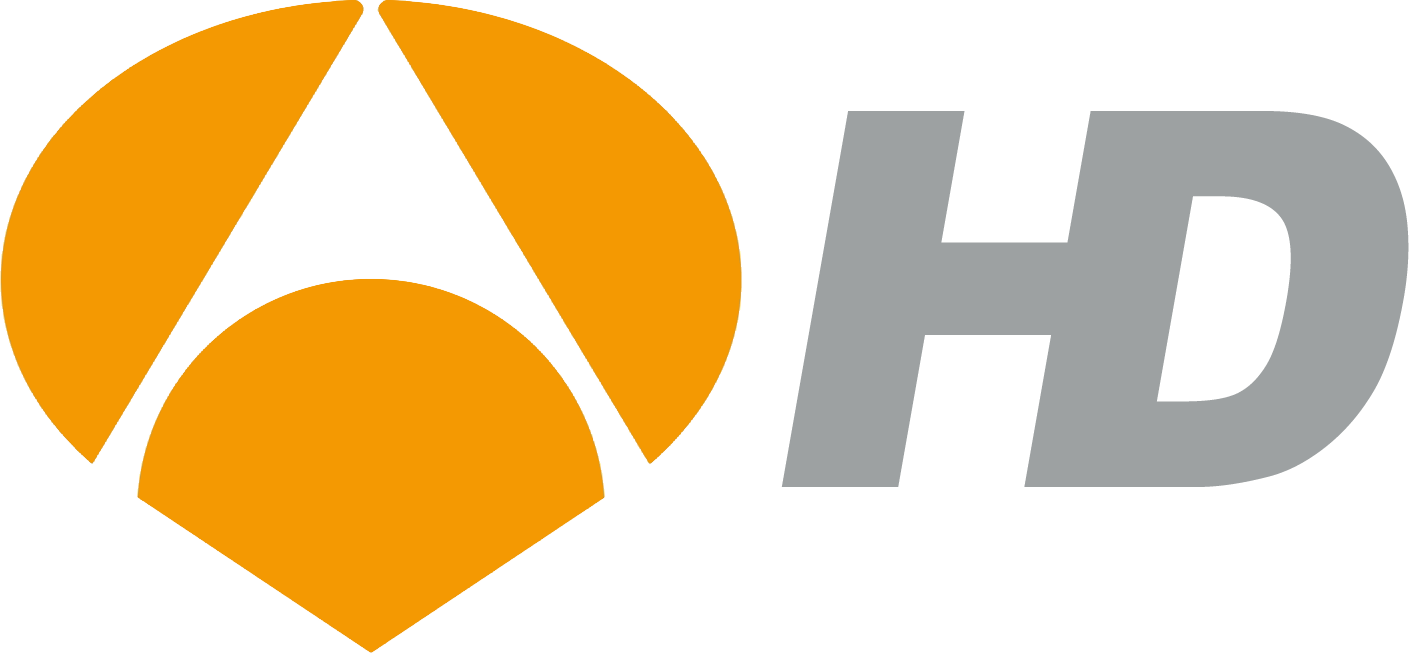
Logo de Antena 3 HD.

El 23 de agosto de 2010, Antena 3 añadió a su oferta televisiva un nuevo canal. Recordando que Neox va dirigido al público juvenil y Nova al femenino, llegó Nitro, un canal destinado al público masculino. Su oferta se vio completada el 28 de septiembre de 2010 con el canal Antena 3 HD, la señal en alta definición de Antena 3.
El 14 de diciembre de 2011, las cadenas de televisión españolas Antena 3 y La Sexta llegaron a un acuerdo de fusión por el que la Gestora de Inversiones Audiovisuales La Sexta se integró en el Grupo Antena 3 a cambio de un 7 % del capital de la empresa resultante. Sin embargo, no fue hasta el 13 de julio de 2012 cuando la Comisión Nacional de la Competencia autorizó el proceso.
No obstante, el 25 de julio de 2012 se reunieron los Consejos de Administración de los respectivos grupos de Antena 3 y La Sexta para ver si seguían adelante con el proceso de fusión.
Por otro lado, un día después de producirse la reunión entre ambos grupos, La Sexta descartó la fusión con Antena 3 explicando que seguiría manteniéndose en solitario, y que por lo tanto descartaba el proceso de fusión con otros operadores. Sin embargo, el Gobierno suavizó las condiciones impuestas por Competencia en el Consejo de Ministros celebrado el 24 de agosto de 2012, equiparándolas a las impuestas dos años antes a Telecinco y Cuatro, lo que reabrió las puertas de la fusión.
Finalmente, Antena 3 confirmó oficialmente el 26 de septiembre que seguiría adelante con la operación de fusión con La Sexta y señaló que el 1 de octubre de 2012, se produciría la fusión con el traspaso efectivo del negocio y la consiguiente toma de control por parte de la dirección de la cadena de Planeta.
Así, el grupo pasó a controlar un total de siete canales en la televisión digital terrestre en España, incluyendo dos señales en alta definición de los canales principales y un canal de pago en régimen de alquiler, siendo Antena 3, La Sexta, Neox, Nova, Nitro, Xplora, La Sexta 3, Gol Televisión (canal de pago), Antena 3 HD y La Sexta HD.
Tras la fusión, el Grupo Antena 3 pasó a denominarse Atresmedia Corporación (o simplemente Atresmedia) desde el 6 de marzo de 2013 y el 24 de abril cambió su denominación social por Atresmedia Corporación de Medios de Comunicación, S.A., con la consiguiente modificación del artículo 1 de los estatutos sociales. Así, el grupo dispone de una identidad propia que agrupa sus grandes áreas de actividad (televisión, radio, multimedia, publicidad y cine), así como al resto de sus marcas.
El 1 de abril de 2013, Atresmedia Televisión decidió cesar las emisiones de Antena 3 Canarias debido a que el Tribunal Supremo había confirmado la nulidad de las licencias de TDT.
El 18 de junio de 2013 nació Antena 3 Premium, un canal en alta definición de Antena 3 que emite en exclusiva a través del operador de cable ONO. El canal emite la misma programación que Antena 3 en formato 1920 x 1080i (HD) y sin cortes publicitarios, exceptuando algunos directos.
El 6 de mayo de 2014, Nitro, Xplora y La Sexta 3 cesaron sus emisiones en abierto como consecuencia de una sentencia del Tribunal Supremo de Justicia, que anuló las concesiones de emisión TDT para nueve canales por haber sido otorgadas sin el preceptivo concurso público que rige la Ley del Audiovisual. Sin embargo, Xplora continuó sus emisiones a través de Internet durante varias horas al día hasta su cierre, que tuvo lugar el 6 de junio de 2014.
El 28 de mayo de 2015 se anunció el cese de emisiones de Gol Televisión para el 30 de junio del mismo año, ya que Mediapro y Al Jazeera se aliaron para lanzar en España BeIN Sports, un canal deportivo de pago que emite en varios países del mundo desde su lanzamiento en Oriente Medio, el cual tuvo lugar en el año 2003. De este modo, en TDT, Atresmedia recuperó su frecuencia para lanzar Mega el 1 de julio, lo que supuso el fin de la TDT premium o de pago.

#### Lanzamiento de Antena 3.0
Antena 3 estrenó el 12 de mayo de 2009 a las 22:00 horas, coincidiendo con el estreno del primer capítulo de la 5.ª temporada de El internado, 3.0. El estreno fue seguido por 3,5 millones de espectadores y un 18,8 % de cuota de pantalla.
3.0 es un sistema multiplataforma donde se pueden ver los contenidos de los canales del grupo en televisión, móviles e Internet. Esto interacciona a los canales y las webs del grupo, donde hay información continua de lo que emiten las otras cadenas. También 3.0 ha servido para unificar la emisión de la publicidad en las cadenas del grupo, emitiendo la publicidad del canal principal en los canales de TDT al mismo tiempo, mediante un corte súbito en la programación, dotando a estos bloques de más audiencia potencial.

#### 20.º aniversario de Antena 3

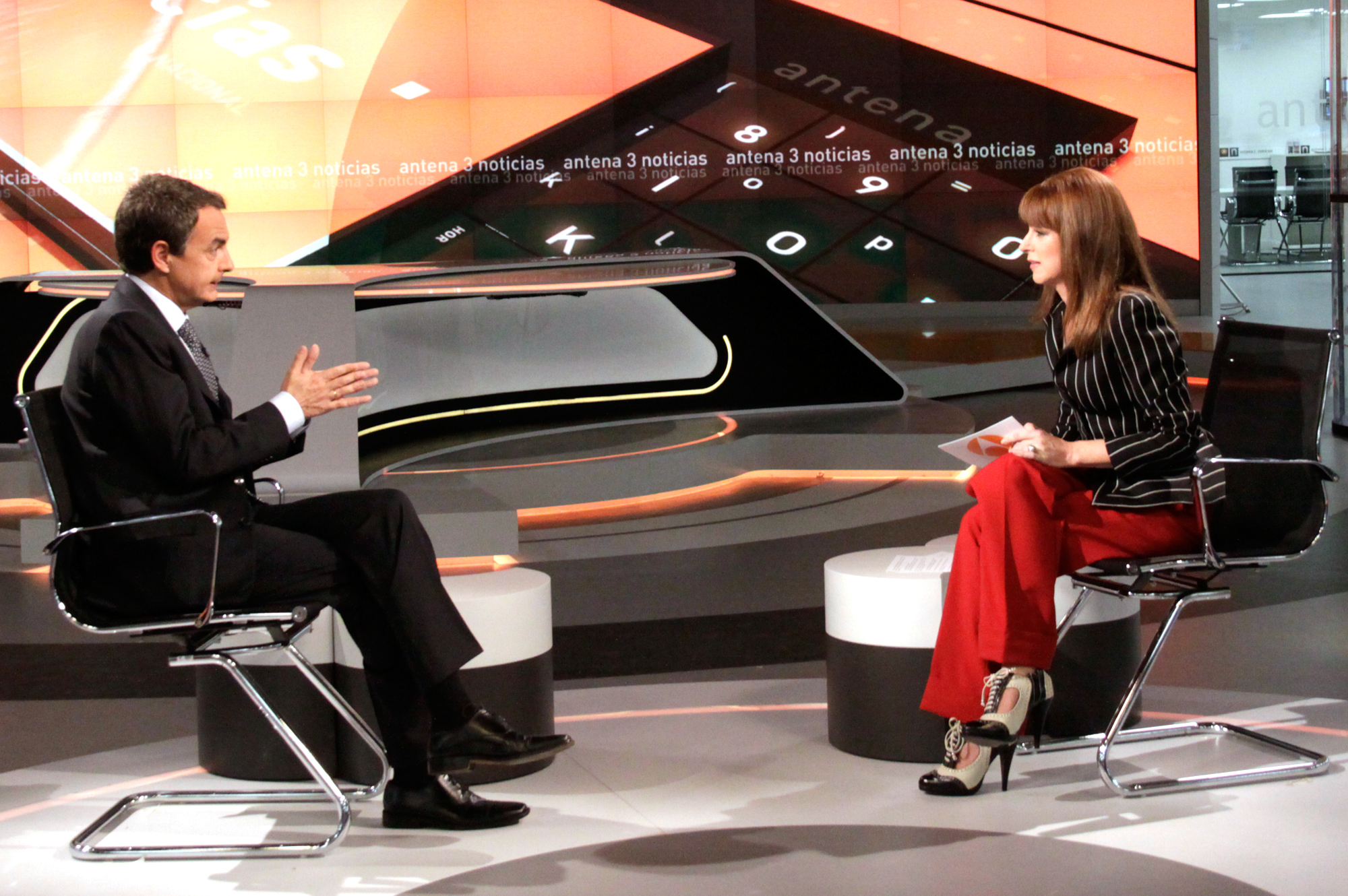
Entrevista realizada en Antena 3 el 10 de enero de 2011, por la directora de informativos, Gloria Lomana al entonces presidente del gobierno, José Luis Rodríguez Zapatero.

En enero de 2010, con motivo del 20.º aniversario de existencia de Antena 3, la cadena creó un espacio web especial dedicado al evento, con una gran y variada cantidad de información, encuestas a los telespectadores, videos recopilatorios, episodios íntegros, cabeceras y homenajes a muchas de sus producciones y espacios que a lo largo de esos veinte años se han conformado como insignes de la cadena.
Además, se creó un logotipo especial para conmemorar los 20 años de la cadena, un 2 al lado del logotipo de Antena 3. Varias de esas encuestas propuestas fueron, por ejemplo, votar por la "Mejor Serie de Antena 3" y "Mejor Serie de Humor de Antena 3", donde los espectadores podían elegir libremente por sus producciones favoritas.
También en enero de 2010, se realizó un programa especial del espacio Pánico en el plató conducido por Luis Larrodera, donde muchos de los rostros de la cadena, presentadores, actores... fueron sometidos a entrevistas en conmemoración a sus espacios o series en las que trabajaron. Varios de esas personalidades fueron: Matías Prats (que, por primera vez, apareció en televisión con su hijo Matías), Concha Cuetos, Constantino Romero, Ángel de Andrés López, Susanna Griso, Jorge Fernández, Cristina Lasvignes, Andrea Duro..., entre otros.

### Atresmedia (2012-actualidad)

#### Cambio del modelo televisivo
El gran declive de sus datos de audiencia en 2009 empezó a ser preocupante: los contenidos de prensa rosa de Telecinco como Sálvame arrasaban frente a los paupérrimos datos de los magacín de Antena 3 como DEC o Tal cual lo contamos. Debido a esto, la cadena dejó de emitir contenidos sensacionalistas y emprendió un modelo televisivo más atractivo para anunciantes y espectadores, iniciando la emisión de varios formatos que evidenciaban una parrilla televisiva de más calidad.
La intención de los directivos era mostrar al espectador una Antena 3 más blanca, con unos contenidos especialmente familiares que alejaran a la cadena de la imagen que hasta entonces se tenía de ella. Todos los espacios de corazón y talk shows fueron retirados, y se potenció una televisión constituida de concursos, shows, espacios de humor, series y programas de información.
En 2010, gran parte de su day time lo constituían programas de crónica social (DEC, El diario, Tal cual lo contamos, La jaula, ¡Vaya par!), mientras que en 2012 la mayoría de su programación diaria está formada por programas de entretenimiento familiar (Atrapa un millón, El hormiguero, Me resbala, Tu cara me suena, ¡Ahora caigo!, series diarias como El secreto de Puente Viejo y Amar es para siempre).

#### 25.º aniversario de Antena 3
Para celebrar los 25 años en emisión de Antena 3, en enero de 2015, esta decidió celebrarlo por todo lo alto con un lema propio de las redes sociales más recientes #25AñosEmocionando, volcándose en ofrecer a los espectadores todo tipo de material y contenidos dedicados, tanto en TV como en Web (Incluido canal oficial de YouTube), a todas las producciones de mayor relevancia que han pasado por la misma en todos estos años.
Posteriormente, Antena 3 hizo un programa especial documental llamado 25 años de historia, de casi 3 horas (dividido en 2 partes), donde se hizo un repaso exhaustivo de todos los programas, rostros y series más recordados desde su nacimiento hasta hoy.
Finalmente, como colofón, la cadena celebró a finales del mismo enero de 2015, una gala especial con todos los protagonistas y presentadores actuales de la cadena, otros personajes y rostros más emblemáticos de la cadena que ya no están en activo y durante la cual, además de contar con diversas actuaciones musicales y de humor, se recordaron 25 momentos míticos estelares de su historia.
Además, entre otras novedades futuras, y debido al gran éxito en Telecinco de la tercera edición de Gran Hermano VIP (30 % de cuota de pantalla el 15 de enero de 2015), decidió apostar por la quinta edición de uno de los concursos más exitosos de España, Pekín Express. De modo que, con esa confirmación, volvió a apostar por el formato reality show. Anteriormente, concretamente hasta finales de 2011, el programa se emitió en Cuatro.
El 7 de diciembre de 2015, Atresmedia organizó un debate a cuatro entre tres candidatos a la presidencia, Pablo Iglesias, Albert Rivera y Pedro Sánchez; y la Vicepresidenta del Gobierno Soraya Sáenz de Santamaría. El debate, emitido por Atresmedia (Antena 3, La Sexta, Onda Cero y Atresplayer) y moderado por Vicente Vallés junto a Ana Pastor García, obtuvo 9,2 millones de espectadores de media.
El 8 de junio de 2016, el programa de Antena 3, ¡Boom!, entregó el mayor premio de un concurso de televisión (2 326 500€) al equipo vallisoletano Los Rockcampers formado por Javi, Héctor Miguel, Rubén Calvo y Alfredo Mayo. Este hecho, causó una gran repercusión social. Pero sin embargo, el 8 de julio de 2019, el exitoso programa del canal naranja volvió a batir récords y entregó al equipo de Los Lobos, formado por Erundino, Manuel, Valentín y Alberto el mayor premio de un concurso de televisión a nivel mundial, con exactamente 6 689 700 euros, con más de 4 000 000 de espectadores de media en prime time.
El 23 de abril de 2019, tras el éxito del debate llevado a cabo en 2015, Atresmedia volvió a organizar otro entre cuatro de los candidatos a la presidencia: Pablo Iglesias, Albert Rivera, Pedro Sánchez y Pablo Casado. Moderado por Vicente Vallés junto a Ana Pastor García y emitido por Antena 3, La Sexta, Onda Cero y Atresplayer una vez más, el espacio obtuvo 9 477 000 millones de espectadores de media y un 48,7 % de cuota de pantalla (entre Antena 3 y La Sexta). Asimismo, hubo un programa previo y posterior presentado por Esther Vaquero.
El 31 de diciembre de 2021, logró superar en las campanadas a La 1 con una media de más de 6 millones de espectadores. Se trataba de un hecho histórico, pues La 1 llevaba liderando las campanadas desde su creación.
Antena 3 fue, por primera vez en su historia, líder en una temporada televisiva (2021-2022). Igualmente, en 2022 obtuvo el liderazgo anual por primera vez en su historia, terminando así con 10 años de liderazgos anuales consecutivos en Telecinco. También fue líder todos los meses del año por primera vez e, incluso, en agosto de 2022 fue líder de audiencia en todos los días del mes. Del mismo modo, el 31 de diciembre de 2022 volvió a ser líder de audiencia por segundo año consecutivo, así como consiguió el liderazgo nuevamente en una temporada televisiva (2022-2023).
El 10 de julio de 2023, Atresmedia organizó un debate entre los candidatos a la presidencia: Pedro Sánchez y Alberto Núñez Feijóo. Este fue moderado por Vicente Vallés junto a Ana Pastor García y emitido por Antena 3, La Sexta, Onda Cero y Atresplayer una vez más. El espacio obtuvo en Antena 3 un 25,1 % porcentaje de audiencia y 3 194 000 espectadores y en total obtuvo un 46,5 % porcentaje de audiencia con 5 910 100 espectadores.
En el año 2023, logró el liderazgo anual por segunda vez consecutiva, manteniéndose como líder durante todos los meses del año por segunda ocasión. Además, el 31 de diciembre de 2023, volvió a asegurar el liderazgo en audiencia por tercer año consecutivo.
En junio de 2024, La 1 le arrebató el liderazgo rompiendo su racha de victorias consecutivas, que se sitúa en 31 meses. A pesar de ello, volvió a ser la cadena televisiva líder de la temporada 2023/2024. Como novedad, en esa temporada  desbancó a Telecinco como líder de las mañanas tras 27 años de liderazgo ininterrumpido con María Teresa Campos y Ana Rosa Quintana. Igualmente, en agosto de 2024, colideró con la  La 1 y en septiembre, recuperó el liderazgo en solitario. En el año 2024, logró el liderazgo anual por tercera vez vez consecutiva.

#### 35.º aniversario de Antena 3
La cadena de Atresmedia celebró en 2025 sus 35 años de emisiones regulares con la renovación de su logotipo y de su imagen gráfica en pantalla.
Desde el grupo de comunicación también lanzaron un canal 24h en Atresplayer donde el grupo emitiría los programas y series más destacadas que han pasado por su canal a lo largo de los 35 años. Con motivo de esta celebración, se llevó a cabo una entrevista a Susanna Griso y Matías Prats en El hormiguero para recordar sus inicios como pareja en los informativos de Antena 3. En la temporada 2024/2025 antena 3 volvió a ser por cuarta vez consecutiva líder y también fue líder todos los meses de la temporada.

## Atresmedia Studios
Antena 3 tiene una factoría fílmica denominada Atresmedia Studios (anteriormente Atresmedia Cine) que ha producido varios telefilms, como Un burka por amor, 20-N: los últimos días de Franco o El castigo, varias películas, como Fuga de cerebros, Planeta 51, Los ojos de Julia, Tres metros sobre el cielo y en 2014 estrenó El club de los incomprendidos, y varias series, como Allí abajo o Pulsaciones así como las ya finalizadas Aquí no hay quien viva, Física o química, Doctor Mateo, El internado, Los protegidos, Hispania, la leyenda, El barco, Luna, el misterio de Calenda, Gran Hotel, El tiempo entre costuras, Bienvenidos al Lolita, El corazón del océano, Cuéntame un cuento, Velvet, La casa de papel y Vive cantando.

## Imagen corporativa

1989–1992
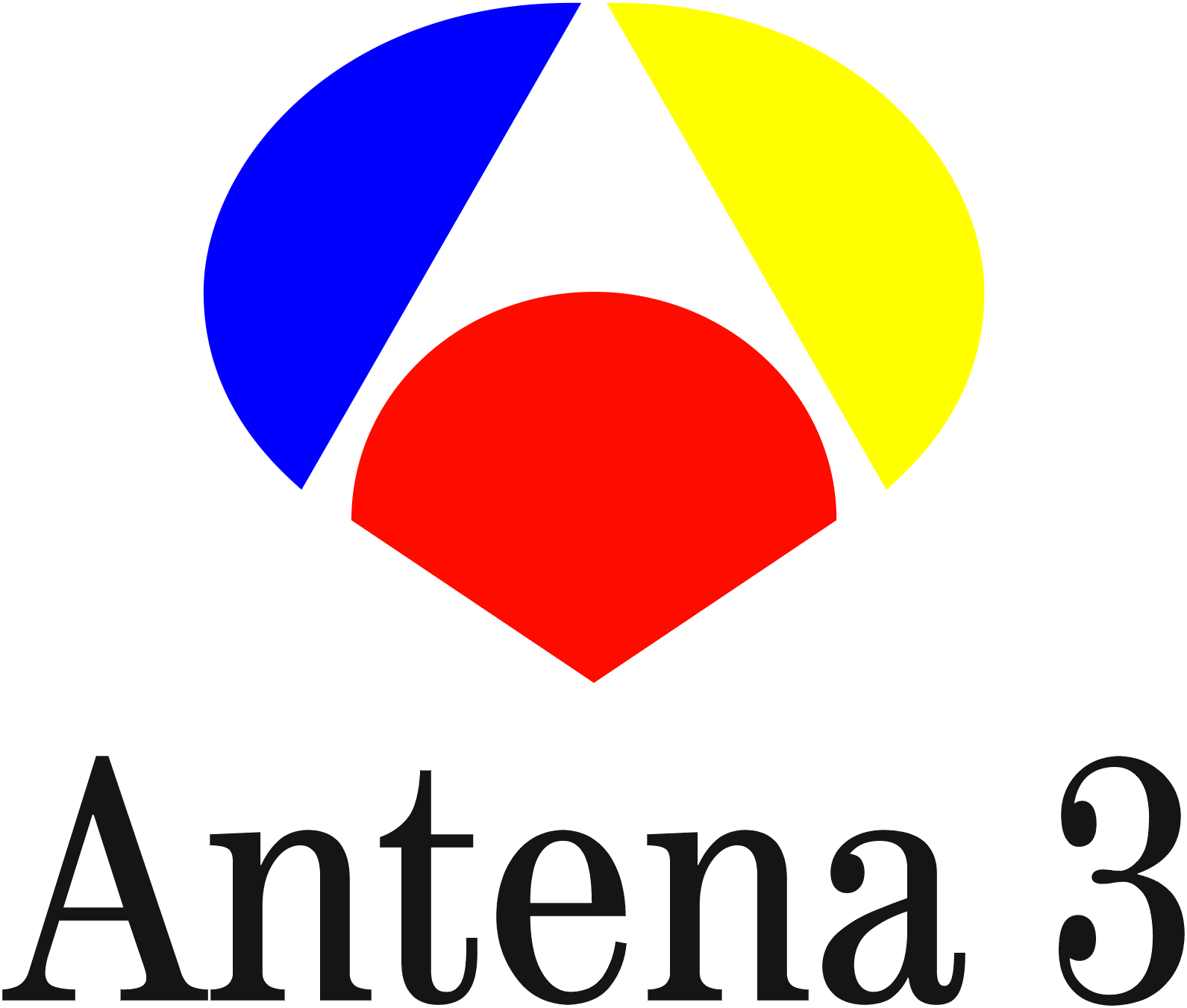
1992–2001/2002-2004
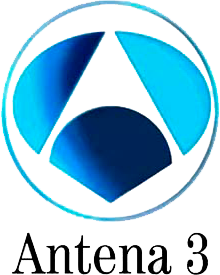
2001-2002
2004–2014
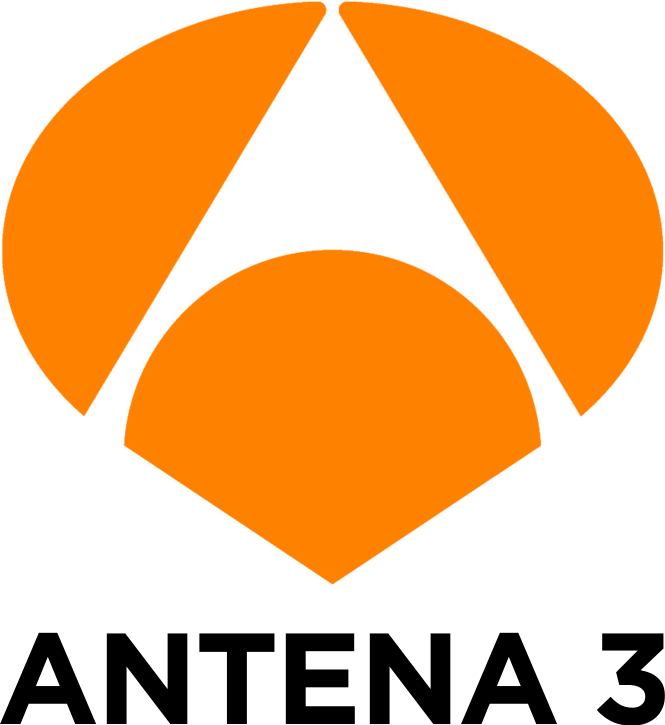
2014-2017
2017–2025
2025–actualidad

## Plataformas de emisión

### Televisión digital terrestre
Antena 3 comenzó sus primeras transmisiones digitales dentro de televisión digital terrestre el 3 de abril de 2002, emitiendo la misma programación que en su señal analógica en UHF. Esta situación se mantuvo hasta el 2 de abril de 2010, día en que se produjo el apagón analógico.
El 30 de noviembre de 2005, con el relanzamiento de la televisión digital terrestre en España, Antena 3 cambió de frecuencia (del canal 66 UHF al 69 UHF), y se crearon dos nuevos canales exclusivamente digitales, Neox y Nova.
El 3 de noviembre de 2008, comenzó en Canarias el canal Antena 3 Canarias, a través de la filial Antena 3 TDT Canarias, para continuar su programación territorial, ya que la señal nacional no tiene posibilidad de desconexión.
El 23 de agosto de 2010, Antena 3 añadió a su oferta televisiva Nitro, un canal destinado al público masculino. Su oferta se vio completada el 28 de septiembre de 2010 con el canal Antena 3 HD, su señal en alta definición.
Tras la fusión con La Sexta, la oferta de canales de televisión del grupo surgido aumentó hasta ocho: Antena 3, La Sexta, Neox, Nova, Nitro, Xplora, La Sexta 3 y Gol Televisión (incluyendo Antena 3 HD y La Sexta HD, versiones en alta definición de los canales principales).
El 1 de abril de 2013, Antena 3 Canarias cesó sus emisiones por decisión propia de Atresmedia Televisión debido a que el Tribunal Supremo había confirmado la nulidad de las licencias de TDT.
El 6 de mayo de 2014, Nitro, Xplora y La Sexta 3 cesaron sus emisiones en TDT como consecuencia de una sentencia del Tribunal Supremo de Justicia, que anuló las concesiones de emisión TDT para nueve canales por haber sido otorgadas sin el preceptivo concurso público que rige la Ley General de Comunicación Audiovisual. Sin embargo, Xplora continuó sus emisiones a través de Internet durante varias horas al día hasta su cierre, que tuvo lugar el 6 de junio de 2014.
El 28 de mayo de 2015 se anunció el cese de emisiones de Gol Televisión para el 30 de junio del mismo año, ya que Mediapro y Al Jazeera se aliaron para lanzar en España BeIN Sports, un canal deportivo de pago que emite en varios países del mundo desde su lanzamiento en Oriente Medio, el cual tuvo lugar en el año 2003. De este modo, en TDT, Atresmedia recuperó su frecuencia para lanzar Mega el 1 de julio, lo que supuso el fin de la TDT premium o de pago.
En abril de 2015, Atresmedia presentó su candidatura al concurso de licencias convocado por el Gobierno para poner en marcha un canal de televisión. La legislación relacionada indicaba que iniciarían sus emisiones seis canales, tres de ellos en alta definición (HD) y otros tres en definición estándar (SD). Seguidamente, en el mes de junio, Atresmedia pasó la valoración de corte para poder seguir participando en el concurso, el cual se resolvió en octubre de 2015, tras el informe favorable de la mesa de adjudicación de la Secretaría de Estado de Telecomunicaciones y para la Sociedad de la Información que dio traslado al Ministerio de Industria, Energía y Turismo. El 16 de octubre de 2015, durante la rueda de prensa del Consejo de Ministros, el Ministerio de Industria hizo pública la adjudicación, resultando Atresmedia ganadora de una licencia para emitir un canal en alta definición (HD). Así, el grupo lanzó Atreseries el 22 de diciembre de 2015.

### Televisión por suscripción
Antena 3 emite actualmente su programación en el satélite Astra como canal codificado, dentro de la operadora Movistar Plus+.
Si bien los inicios en el satélite se remontan a 1994, cuando Antena 3 de Televisión (actualmente Atresmedia Televisión) recibe una licencia de emisión en Hispasat e inaugura Telenoticias, dentro de la plataforma CotelSat. Más adelante, Antena 3 subió su señal principal al satélite para integrarla en la plataforma Vía Digital, junto con un canal de noticias llamado A3N24 que desapareció en 2005 y, hasta el cese de sus emisiones, emitió a través de Internet con el nombre de A3 Noticias 24.
Antena 3 está presente actualmente, por ley, en todas las operadoras de cable del país, junto con el resto de las cadenas nacionales. También forma parte de todas las compañías de IPTV de España.
El 18 de junio de 2013 nació Antena 3 Premium, un canal en alta definición de Antena 3 que emitió en exclusiva a través del operador de cable ONO. El canal solía la misma programación que Antena 3 a 1920 × 1080i líneas de vídeo (HD) y sin cortes publicitarios, exceptuando algunos eventos en directo. El canal fue cerrado en 2015.

### Internet
Antena 3, a través de la filial Atresmedia Digital (antiguamente Antena 3 Multimedia), que gestiona los contenidos de las webs del Grupo Antena 3, creó el portal Teleporlared, en el que emitían de manera gratuita los canales Antena 3 Internacional, Neox, Nova y el canal exclusivo de Internet, heredero de A3N24, A3 Noticias 24. En 2010, esta página fue cerrada, ya que la web de Antena 3 emite la programación en directo de Antena 3 y, por aquel entonces, también de A3 Noticias 24.
Asimismo, en enero de 2007, se lanzó el portal Tuclip.com para canalizar la participación de los espectadores, quienes podían enviar sus propios vídeos para ser emitidos en los programas de la cadena.
El 13 de marzo de 2007 se convirtió en la segunda cadena de Europa —la primera de carácter privado— con un canal propio en el portal YouTube. En julio de 2008, 16 meses después de su puesta en marcha, la cadena hizo público que sus contenidos en dicho canal superaban los 35 millones de reproducciones.
En octubre de 2008, como complemento a sus canales TuClip y Tu canal TV, se puso el marcha el portal Modo Salón, que ofrecía la posibilidad de ver los últimos capítulos emitidos de las series de producción propia y algunos programas, y que más tarde fue uno de los pilares del sistema 3.0. Sin embargo, en mayo de 2012, Antena 3 lanzó Modo Salón Premium donde ofreció la posibilidad de ver las series antiguas de la cadena a través de una suscripción mensual, pero este servicio dejó de funcionar el 29 de junio de 2013.
En julio de 2010, junto con la renovación de su página web, se añadió un apartado llamado En directo, donde se podía ver online dos canales (Antena 3 y A3 Noticias 24), emitiendo 14 horas diarias en el primer caso (ya que el segundo era exclusivo para Internet). Además se incorporó mucha más producción propia de la web además de secciones nuevas en la web. Desde el 1 de octubre de 2012, el apartado En directo de la página web de Antena 3 ofrece la visualización online de la mayor parte de los contenidos de Antena 3 y La Sexta (incluida Xplora hasta su cierre).
En 2013, lanzó Nubeox, su portal para ver series y películas de ámbito nacional e internacional por medio de una suscripción. Pocos meses más tarde, se lanzó Atresplayer Videoclub, se trataba de Nubeox pero con la integración de sus canales de televisión y radio.
El 16 de noviembre de 2015, el grupo lanzó Flooxer, una plataforma de contenidos audiovisuales con la que pretendían acercarse a un grupo más joven mediante el sistema de vídeos cortos. De este modo, en Flooxer encontramos vídeos sobre temas como el humor, lifestyle, ficción, infantil, motor, música, televisión, cine, cocina, decoración, deporte o viajes, entre otros, de la mano de youtubers, influencers, actores y otros personajes conocidos.
En noviembre de 2018, Atresmedia relanzó Atresplayer bajo una nueva imagen corporativa, con un nuevo diseño y con muchas más funciones, entre las que se encuentran: ver los últimos 7 días de sus directos, control de los directos, descarga para visionado offline, vídeos en 4K y sonido Dolby Atmos.

### Telefonía móvil
El 17 de septiembre de 2008 Antena 3 anunció un acuerdo con el operador de telefonía móvil Vodafone para emitir toda su programación —salvo las retransmisiones deportivas y la ficción extranjera— a través de teléfonos de tercera generación. De este modo, Antena 3 se convierte en la primera cadena de televisión generalista en España en emitir íntegramente su programación en directo a través del móvil.

## Señal en alta definición

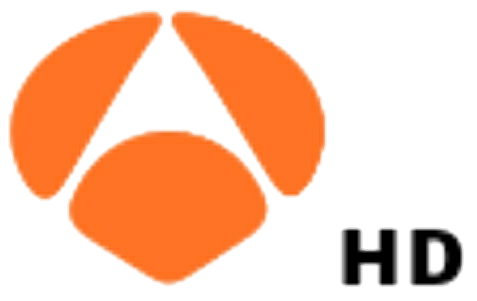
Logo de Antena 3 HD.

El 22 de septiembre de 2008 se anunció que el día 28 de ese mismo mes empezarían las emisiones de Antena 3 HD.
Desde el 26 de octubre de 2014, todos los televisores que resintonizaran podrían notar que aparecería dos señales iguales de Antena 3 HD y La Sexta HD. Desde Atresmedia explicó que se mudarían a la frecuencia nueva que aparecería al resintonizar. Las frecuencias antiguas cerraron el 30 de marzo de 2015.
Las versiones en definición estándar (SD) y en alta definición (HD) coexistieron hasta el 14 de febrero de 2024, cuando Atresmedia pasó a emitir solamente en HD.

## Audiencias
Evolución de la cuota de pantalla mensual, según las mediciones de audiencia elaborados en España por Kantar Media. Están en naranja los meses en que fue líder de audiencia, en verde los máximos históricos y en rojo los mínimos históricos.
| Año  | Enero  | Febrero   | Marzo  | Abril  | Mayo   | Junio  | Julio  | Agosto    | Septiembre | Octubre | Noviembre | Diciembre | Media anual |
| ---- | ------ | --------- | ------ | ------ | ------ | ------ | ------ | --------- | ---------- | ------- | --------- | --------- | ----------- |
| 1990 | 1,2 %* | 2,4 %     | 2,6 %  | 2,2 %  | 2,8 %  | 3,7 %  | 3,8 %  | 4,2 %     | 4,8 %      | 4,7 %   | 6,0 %     | 7,1 %     | 3,8 %**     |
| 1991 | 7,6 %  | 8,3 %     | 8,8 %  | 9,5 %  | 9,9 %  | 9,5 %  | 10,2 % | 11,7 %    | 11,2 %     | 10,8 %  | 11,7 %    | 11,8 %    | 10,1 %      |
| 1992 | -      | -         | -      | -      | 13,7 % | 14,8 % | -      | -         | 18,0 %     | 17,6 %  | 18,6 %    | 19,2 %    | 14,7 %      |
| 1993 | 17,8 % | 17,9 %    | 17,6 % | 17,3 % | 18,0 % | 18,6 % | 21,5 % | 24,5 %    | 24,5 %     | 23,9 %  | 25,2 %    | 26,8 %    | 21,1 %      |
| 1994 | 24,9 % | 24,4 %    | 24,9 % | 27,3 % | 27,8 % | 26,5 % | 22,8 % | 25,0 %    | 26,1 %     | 26,8 %  | 26,1 %    | 25,6 %    | 25,7 %      |
| 1995 | 25,5 % | 25,0 %    | 25,4 % | 27,4 % | 25,8 % | 26,1 % | 25,2 % | 26,2 %    | 26,5 %     | 26,9 %  | 26,0 %    | 25,8 %    | 26,0 %      |
| 1996 | 25,9 % | 25,6 %    | 24,3 % | 24,3 % | 24,3 % | 25,8 % | 24,5 % | 25,0 %    | 25,8 %     | 25,7 %  | 24,3 %    | 24,1 %    | 25,0 %      |
| 1997 | 23,5 % | 22,5 %    | 23,6 % | 23,3 % | 22,4 % | 22,1 % | 21,1 % | 22,5 %    | 23,6 %     | 23,0 %  | 22,5 %    | 22,4 %    | 22,7 %      |
| 1998 | 22,6 % | 23,2 %    | 23,3 % | 23,0 % | 23,2 % | 22,7 % | 23,9 % | 23,4 %    | 21,8 %     | 21,6 %  | 22,2 %    | 23,0 %    | 22,8 %      |
| 1999 | 22,4 % | 22,4 %    | 23,5 % | 23,1 % | 22,4 % | 22,8 % | 23,0 % | 21,0 %    | 22,3 %     | 22,3 %  | 23,4 %    | 23,8 %    | 22,8 %      |
| 2000 | 23,3 % | 22,7 %    | 22,3 % | 21,6 % | 20,0 % | 21,0 % | 20,0 % | 21,0 %    | 21,6 %     | 21,1 %  | 22,1 %    | 21,4 %    | 21,5 %      |
| 2001 | 20,9 % | 20,6 %    | 20,3 % | 19,9 % | 19,8 % | 20,3 % | 21,1 % | 21,1 %    | 20,3 %     | 20,4 %  | 20,5 %    | 20,2 %    | 20,4 %      |
| 2002 | 20,5 % | 19,8 %    | 21,9 % | 21,4 % | 19,4 % | 22,3 % | 19,3 % | 20,6 %    | 19,6 %     | 19,1 %  | 19,3 %    | 19,3 %    | 20,2 %      |
| 2003 | 19,2 % | 20,4 %    | 19,6 % | 18,8 % | 19,0 % | 19,5 % | 19,9 % | 20,2 %    | 19,8 %     | 18,7 %  | 19,2 %    | 19,9 %    | 19,5 %      |
| 2004 | 19,7 % | 20,6 %    | 19,9 % | 19,7 % | 20,0 % | 21,7 % | 21,1 % | 20,8 %    | 21,4 %     | 22,3 %  | 21,4 %    | 21,3 %    | 20,8 %      |
| 2005 | 21,1 % | 21,3 %    | 20,8 % | 20,2 % | 20,2 % | 20,6 % | 21,0 % | 22,0 %    | 21,5 %     | 21,9 %  | 21,8 %    | 22,7 %    | 21,3 %      |
| 2006 | 21,9 % | 21,1 %    | 20,3 % | 20,6 % | 19,9 % | 18,2 % | 18,7 % | 18,6 %    | 18,0 %     | 18,3 %  | 18,7 %    | 18,2 %    | 19,4 %      |
| 2007 | 18,2 % | 18,4 %    | 18,2 % | 17,5 % | 17,5 % | 17,4 % | 17,6 % | 18,0 %    | 16,2 %     | 16,2 %  | 16,9 %    | 17,1 %    | 17,4 %      |
| 2008 | 16,9 % | 16,8 %    | 15,9 % | 16,3 % | 16,0 % | 14,9 % | 16,0 % | 15,6 %    | 15,8 %     | 15,8 %  | 16,4 %    | 16,1 %    | 16,0 %      |
| 2009 | 15,5 % | 15,3 %    | 15,2 % | 15,3 % | 15,2 % | 15,0 % | 15,4 % | 14,8 %    | 13,8 %     | 13,8 %  | 13,8 %    | 13,7 %    | 14,7 %      |
| 2010 | 12,8 % | 12,6 %    | 12,2 % | 11,5 % | 11,9 % | 11,6 % | 11,2 % | 11,0 %    | 10,9 %     | 11,4 %  | 11,3 %    | 11,6 %    | 11,7 %      |
| 2011 | 11,6 % | 11,3 %    | 11,3 % | 11,1 % | 10,6 % | 11,0 % | 10,7 % | 11,3 %    | 11,9 %     | 12,1 %  | 12,8 %    | 12,4 %    | 11,5 %      |
| 2012 | 12,4 % | 12,2 %    | 12,4 % | 12,2 % | 12,0 % | 11,8 % | 12,5 % | 11,1 %    | 12,7 %     | 13,1 %  | 13,9 %    | 12,8 %    | 12,5 %      |
| 2013 | 13,6 % | 13,2 %    | 13,1 % | 13,0 % | 13,0 % | 12,9 % | 13,0 % | 12,6 %    | 13,5 %     | 13,6 %  | 14,1 %    | 14,5 %    | 13,4 %      |
| 2014 | 14,1 % | 14,0 %    | 14,2 % | 13,0 % | 13,7 % | 13,1 % | 13,2 % | 13,5 %    | 13,6 %     | 13,7 %  | 13,6 %    | 13,3 %    | 13,6 %      |
| 2015 | 13,8 % | 13,2 %    | 13,4 % | 13,9 % | 13,0 % | 13,1 % | 12,6 % | 13,0 %    | 13,4 %     | 14,0 %  | 14,3 %    | 13,4 %    | 13,4 %      |
| 2016 | 13,5 % | 13,1 %    | 12,8 % | 13,0 % | 13,4 % | 11,9 % | 12,1 % | 11,8 %    | 12,3 %     | 12,6 %  | 13,3 %    | 13,3 %    | 12,8 %      |
| 2017 | 13,3 % | 13,4 %    | 13,2 % | 12,5 % | 12,5 % | 12,1 % | 11,3 % | 11,5 %    | 11,6 %     | 11,9 %  | 12,0 %    | 11,7 %    | 12,3 %      |
| 2018 | 12,3 % | 12,9 %*** | 12,4 % | 12,4 % | 12,5 % | 11,1 % | 11,4 % | 12,1 %    | 12,3 %     | 12,5 %  | 12,7 %    | 12,6 %    | 12,3 %      |
| 2019 | 13,8 % | 13,1 %    | 12,2 % | 11,7 % | 11,5 % | 11,6 % | 11,1 % | 11,2 %    | 11,3 %     | 11,3 %  | 10,9 %    | 10,6 %    | 11,7 %      |
| 2020 | 11,7 % | 11,8 %    | 11,5 % | 10,8 % | 11,0 % | 11,2 % | 11,0 % | 11,4 %    | 12,7 %     | 12,8 %  | 12,8 %    | 13,2 %    | 11,8 %      |
| 2021 | 13,6 % | 14,3 %    | 14,4 % | 13,8 % | 14,0 % | 13,4 % | 13,1 % | 13,1 %*** | 14,2 %     | 13,7 %  | 14,4 %    | 13,8 %    | 13,8 %      |
| 2022 | 14,0 % | 14,4 %    | 14,4 % | 13,6 % | 13,6 % | 13,7 % | 13,6 % | 13,4 %    | 14,0 %     | 14,1 %  | 14,3 %    | 13,5 %    | 13,9 %      |
| 2023 | 14,2 % | 14,2 %    | 14,1 % | 12,9 % | 13,5 % | 13,5 % | 12,9 % | 11,9 %    | 13,0 %     | 12,9 %  | 13,0 %    | 12,7 %    | 13,3 %      |
| 2024 | 13,0 % | 13,1 %    | 12,6 % | 13,4 % | 13,3 % | 12,4 % | 11,5 % | 11,1 %*** | 12,8 %     | 12,7 %  | 12,6 %    | 12,3%     | 12,6%       |
| 2025 | 12,6 % | 12,8 %    | 12,5 % | 12,5 % | 13,3 % | 13,1 % | 13,0 % |           |            |         |           |           |             |

(*) La cadena empieza a emitir en abierto desde el 25 de enero, por lo que en sus 7 días de emisión obtiene un 1,2 % en el acumulado del mes. (**) La media anual es del 3,8 %, pero no se considera mínimo histórico al no haber recogido las audiencias de todos los días del año. (***) Los meses en los que empata en liderazgo.